# بامباراگاما
بامباراگاما (به لاتین: Bambaragama) یک منطقهٔ مسکونی در سری‌لانکا است که در استان مرکزی (سری‌لانکا) واقع شده‌است.